# Metacatharsius pusio
Metacatharsius pusio là một loài bọ cánh cứng trong họ Bọ hung (Scarabaeidae).